# Crabe de cocotier
Vous lisez un « bon article » labellisé en 2007.
Birgus latro
Genre
Espèce
Répartition géographique
Statut de conservation UICN

 VU  : Vulnérable
Le Crabe de cocotier (Birgus latro) est le plus grand des arthropodes terrestres. De la famille des bernard l'hermite, ce n'est donc pas un crabe au sens strict. Il est connu pour sa capacité à casser des noix de coco grâce à ses fortes pinces, pour manger le contenu. Il se répartit dans des îles et îlots de l'océan Pacifique et de l'océan Indien.
Cet arthropode a un développement complexe associé à de singulières caractéristiques morphologiques. Son odorat est très performant et il a développé diverses stratégies pour préserver l'eau indispensable à sa respiration.

## Description

### Morphologie générale

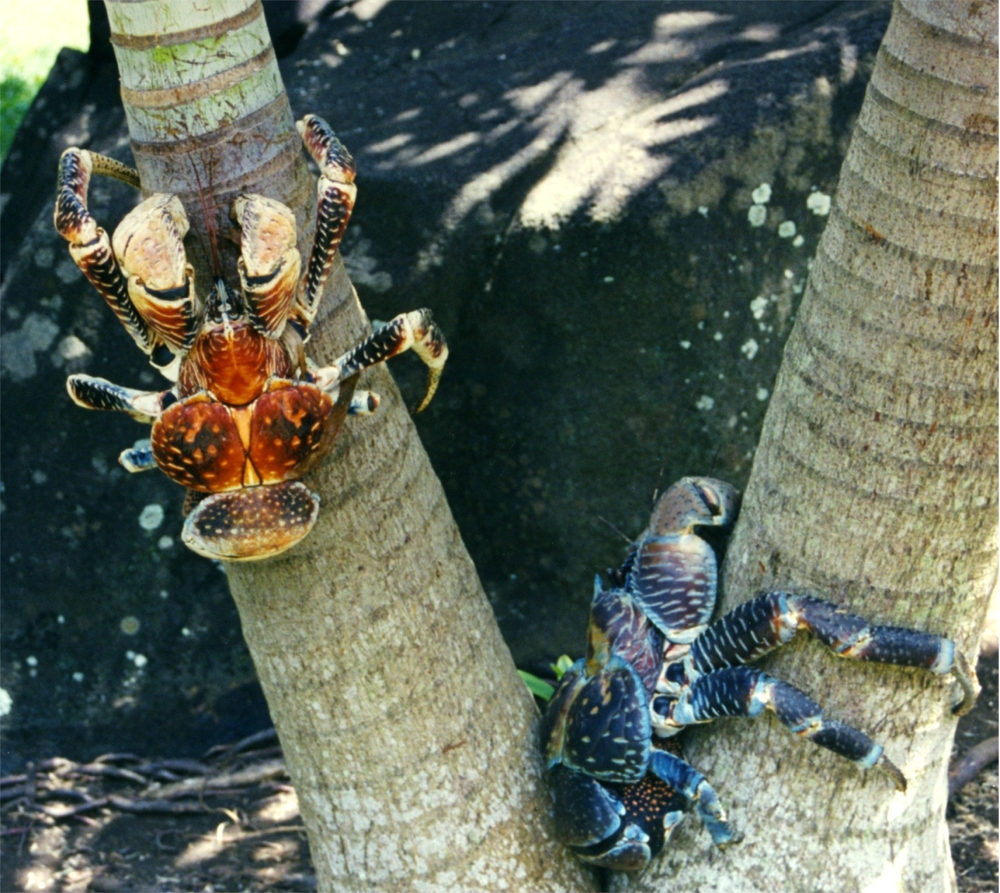
Crabes de cocotier de couleurs différentes.

Habituellement, l'adulte pèse jusqu'à quatre kilogrammes, sa longueur allant jusqu'à 40 centimètres pour une envergure d'une patte à l'autre pouvant aller jusqu'à un mètre. Le mâle est généralement plus grand que la femelle (dimorphisme sexuel). Des auteurs affirment avoir trouvé des spécimens de plus de 17 kilogrammes, ce qui est généralement accepté comme la limite théorique pour un arthropode terrestre. Toutefois, pour les animaux aquatiques qui sont soutenus par l'eau, la taille maximale d'un arthropode peut être supérieure (par exemple pour le crabe-araignée géant du Japon Macrocheira kaempferi). Ces mensurations font du crabe de cocotier le plus grand arthropode terrestre du monde.
Le corps du crabe de cocotier, comme celui de tous les décapodes, se compose d'une partie antérieure (céphalothorax) munie de dix pattes et d'un abdomen. La paire la plus antérieure est munie de grosses pinces qu'il utilise pour casser les noix de coco ou soulever des objets (pouvant peser jusqu'à 28 kilogrammes) par exemple. Les deux paires suivantes servent à la locomotion. Les pattes de la quatrième paire ont des extrémités biramées. Ces crustacés peuvent gravir les arbres jusqu'à une hauteur de six mètres, ce qu'ils font dans les cocotiers ou dans les palmiers pour en consommer les fruits. Les deux pattes de la paire postérieure sont minuscules et habituellement maintenues à l'intérieur de la carapace dans la cavité qui abrite les organes respiratoires. La femelle possède trois pléopodes (appendices articulés) du côté gauche pour porter ses œufs,.
Les yeux du crabe de cocotier sont rouges et la couleur de son corps varie d'un bleu violet à un rouge orangé suivant son habitat.

### Carapace

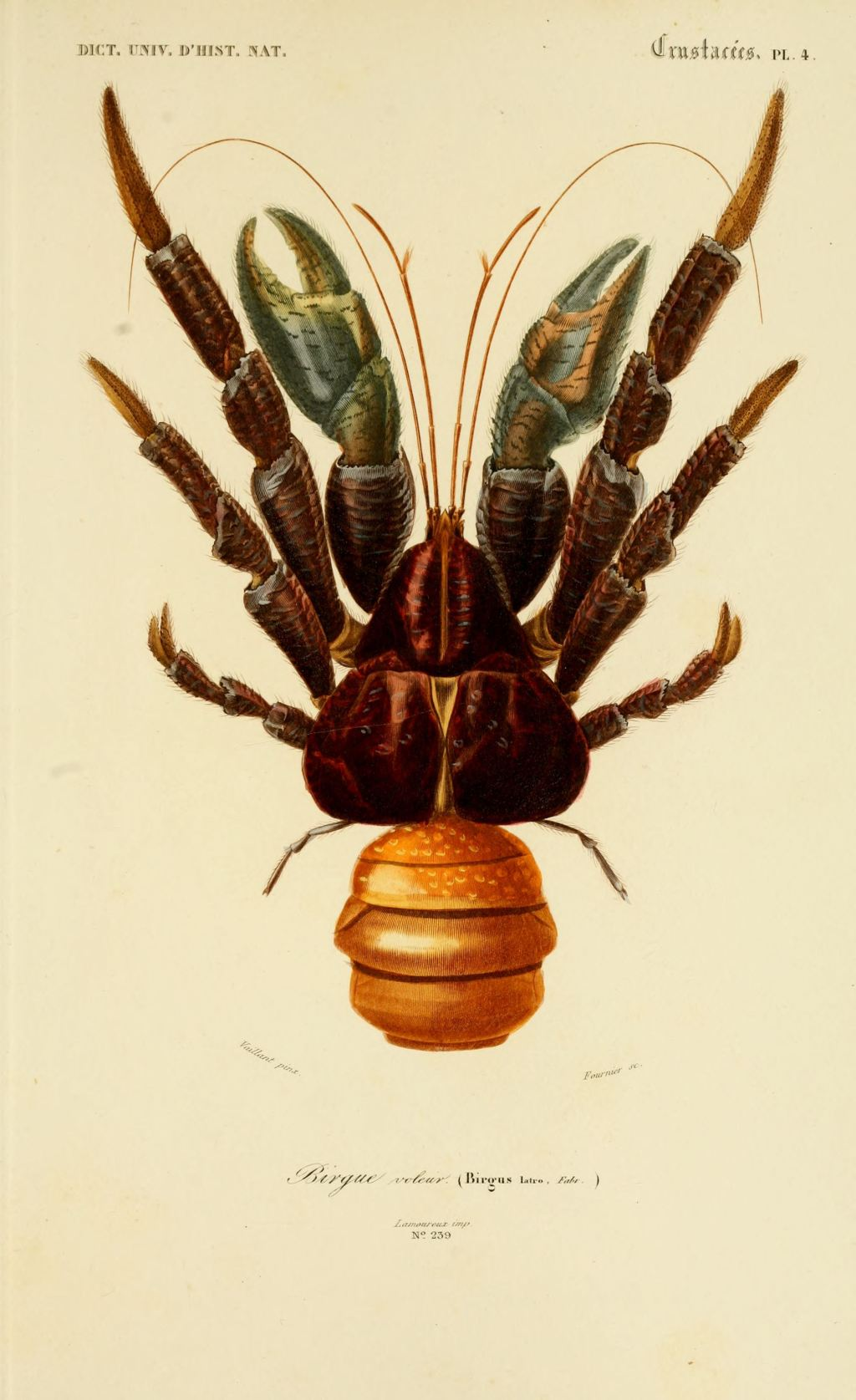
Image d'un crabe de cocotier du Dictionnaire d'Histoire Naturelle, 1849.

Bien que Birgus latro appartienne à la superfamille des Paguroidea, seuls les juvéniles récupèrent les coquilles des gastéropodes pour protéger leur abdomen mou. Parfois, ils utilisent même les coquilles des noix de coco brisées. Au contraire de bien d'autres espèces de Paguroidea, l'adulte du crabe de cocotier ne transporte pas de protection artificielle, mais durcit naturellement son abdomen en y ajoutant des couches de chitine. Ils recroquevillent également leur queue sous leur corps de manière à se protéger comme le font la plupart des Brachyura appelés « vrais crabes ». Toutefois, le crabe mue à intervalle régulier. La mue prend trente jours.

### Système respiratoire
Le crabe de cocotier adulte n'est pas apte à la nage et se noierait au bout de quelques heures malgré son système de branchies rudimentaire, probablement un vestige de son évolution,. Il utilise un organe spécifique, nommé poumon branchiostégal, pour respirer. Cet organe peut être considéré comme un stade intermédiaire entre la branchie et le poumon et est une des adaptations les plus significatives du crabe de cocotier à son habitat. Les chambres de cet organe sont situées dans la partie supérieure du céphalothorax, et contiennent un tissu similaire à celui des branchies. Mais, celui-ci est adapté pour capter l'oxygène de l'air plutôt que celui de l'eau, tout en ayant besoin d'eau pour fonctionner. Le crabe y pourvoit en humidifiant son poumon avec sa paire de pattes postérieures tout en les nettoyant. Ce procédé fonctionne également avec de l'eau salée, puisque le crabe a quand même besoin de contact avec la mer pour équilibrer sa teneur en sel. L'animal réduit sa perte d'eau notamment grâce à son abdomen durci.

### Odorat
Une autre particularité du crabe de cocotier est son odorat très performant, qui fonctionne différemment si les molécules humées sont des molécules hydrophiles dans l'eau ou des molécules hydrophobes dans l'air. Vivant dans l'eau, la majorité des autres crabes ont sur leurs antennes des organes spéciaux, nommés aesthetascs, qui déterminent la provenance et la concentration des odeurs dans l'eau. Par contre, chez le crabe de cocotier, qui vit sur la terre ferme, les aesthetascs sont très différentes de celles des autres crabes et ressemblent davantage aux organes olfactifs des insectes nommés sensilles.
Le crabe de cocotier bouge par saccades ses antennes comme le font les insectes pour améliorer la perception. Ainsi il peut distinguer des odeurs intéressantes à de grandes distances, en particulier celles provenant de ses sources de nourriture : la viande en décomposition, la banane, la noix de coco[réf. nécessaire]...

## Éthologie

### Comportement général

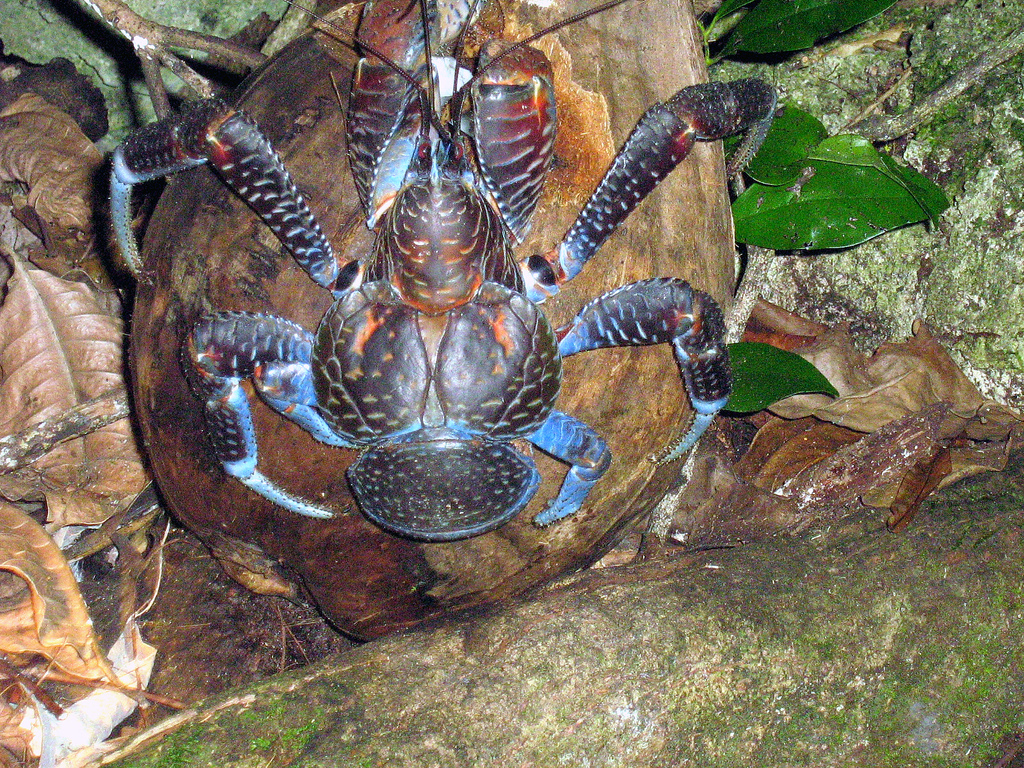
Crabe du cocotier sur une noix de coco.

Les crabes de cocotier sont assez craintifs. Ils sont très sensibles à la présence d'un observateur, ce qui rend leur étude délicate. En temps normal, ils se déplacent doucement en émettant des claquements, mais, s'ils sont en état d'alerte, ils sont très vifs. Bien qu'ils ne soient pas très combattants, ils se battent parfois entre eux. Ils utilisent alors leurs puissantes pinces et peuvent battre en retraite en cas de supériorité de leur adversaire.

### Alimentation

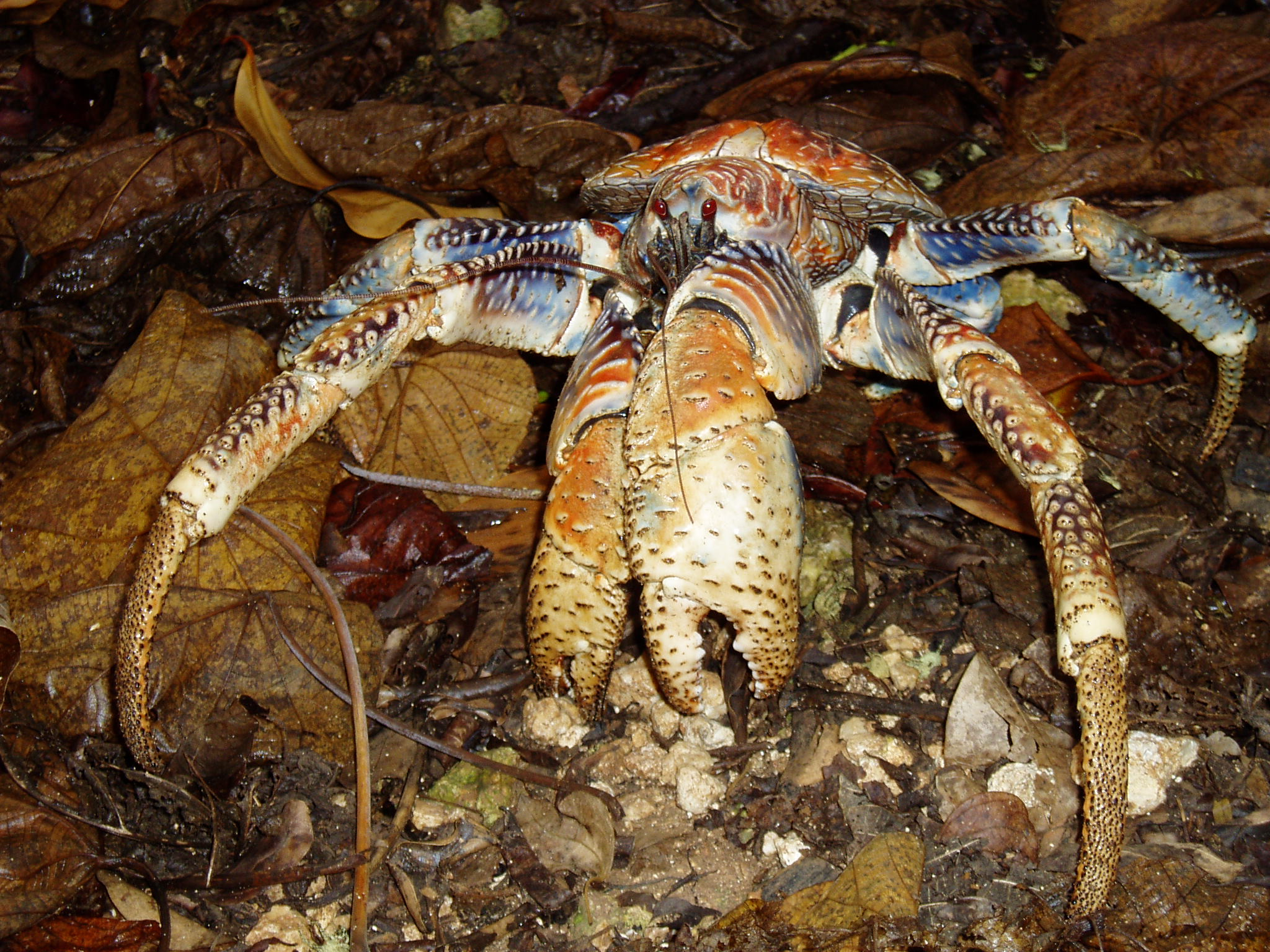
Les crabes de cocotier brisent des noix de coco avec leurs pinces.

Le crabe de cocotier s'alimente généralement la nuit, par temps gris ou dans des endroits ombragés.
Son régime alimentaire se compose de fruits, entre autres les noix de coco, les fruits des pandanus ou encore, en captivité, des papayes ou des bananes. Toutefois, il mange presque n'importe quoi d'origine organique, de la végétation, des œufs de tortues, des cadavres d'animaux en putréfaction (rats, poissons…). Il peut également se nourrir d'exuvies de crustacés pour un apport en calcium. Il est friand de rats morts qu’il trouve dans les trappes à rongeurs, ou vivants qu’il arrive quelquefois à capturer à la volée. Des cas de cannibalisme ont même été observés en cas de manque de nourriture,. On peut fréquemment observer des groupes de crabes agglutinés sur une source de nourriture.
Les crabes de cocotier vont occasionnellement voler de la nourriture dans les habitations et la transportent dans leur tanière. On savait qu'ils se nourrissaient de cadavres mais le biologiste américain Mark Laidre, qui s'était rendu sur des îles de l'archipel des Chagos dans l'océan Indien afin de les observer durant plusieurs mois dans leur milieu naturel, a surpris un crabe en train de s'attaquer à un fou à pieds rouges endormi en haut d'un arbre pour ensuite s'en nourrir.
Il peut grimper sur les arbres soit pour en manger les fruits, soit pour échapper à la chaleur ou aux prédateurs. Il utilise probablement les huiles de noix de coco comme source de lipides. Les crabes de cocotier ne peuvent pas ouvrir les noix de coco fraîches, et une théorie dit que les crabes de cocotiers feraient délibérément tomber les noix de coco pour les endommager, mais celle-ci est contestée,.

### Reproduction
Les crabes de cocotier s'accouplent fréquemment et rapidement sur la terre ferme de mai à septembre, et plus particulièrement en juillet et août. Le mâle et la femelle se battent, puis le mâle retourne la femelle sur le dos pour l'accouplement qui dure environ quinze minutes. Peu après, la femelle pond et colle ses œufs dans le bas de son abdomen ; elle les transporte ainsi pendant environ un mois. Le nombre d'œufs varie de 50 000 à 150 000. Au moment de leur éclosion, habituellement en octobre ou en novembre, la femelle lâche les œufs dans la mer à marée haute. Les larves qui se forment, appelées zoés, flottent dans la mer pendant 3 à 4 semaines et constituent la nourriture de multiples prédateurs[réf. nécessaire].
Ensuite, elles passent au stade de glaucothoés, pour une durée également de 3 à 4 semaines, pendant laquelle elles visitent de temps en temps la terre ferme en se protégeant avec des coquilles suffisamment petites. Comme pour tous les crabes hermites, ils changent de coquille durant leur croissance, mais peuvent aussi utiliser des fragments de noix de coco. Le jeune spécimen muant trois fois dans sa première année, il change quatre fois de coquille. Dès que les juvéniles sont grands (vers 1 an), leur carapace se durcit. Ils vivent alors entre l'océan et le bord de mer,.
Passé l'âge de trois ans, ils abandonnent l'océan et perdent la capacité de respirer dans l'eau. Ils atteignent le stade d'adulte et leur maturité sexuelle vers cinq ans.
Pour se protéger du soleil et des prédateurs, les crabes s'aménagent alors des terriers dans des roches calcaires ou encore des noix de coco ou de palmes… Ils ne muent dès lors plus qu'une fois par an dans une chambre de mue (trou de 50 centimètres de profondeur et à 1 mètre de l'entrée du terrier).
L'espérance de vie d'un crabe de cocotier qui atteint l'âge adulte est d'environ 30 ans.

## Répartition

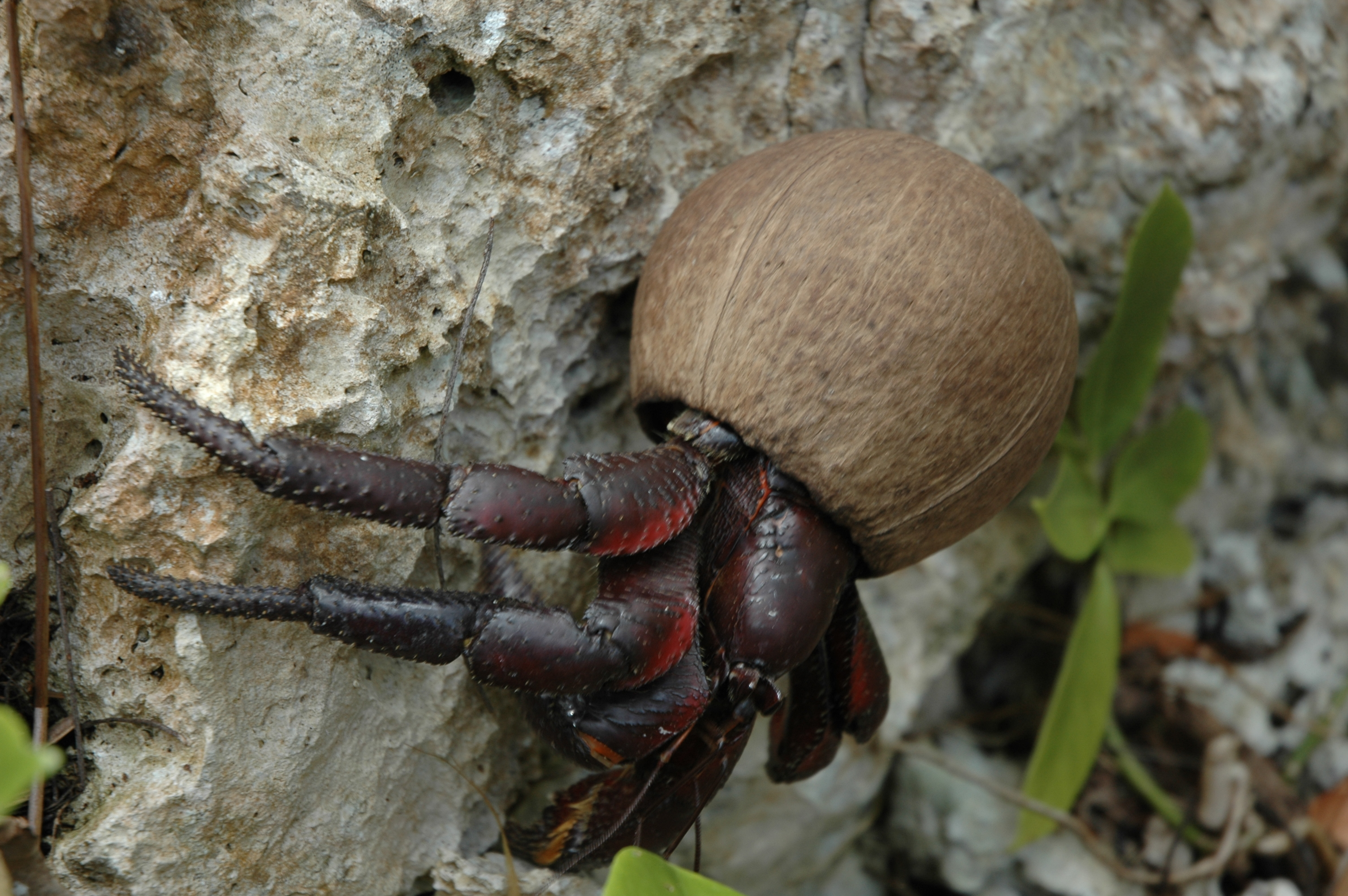
Crabe de cocotier dans l'Île Henderson.

### Habitat
Les crabes de cocotier vivent habituellement dans des tanières ou des fentes rocheuses, selon le terrain, mais principalement, ils se creusent leurs propres tanières dans le sable ou un terrain meuble. Ils vivent généralement dans les zones forestières et dans les zones sableuses où il y a des cocotiers. Durant le jour, l'animal reste caché dans son abri, soit pour se protéger des prédateurs, soit pour diminuer la perte d'eau due à la chaleur[réf. nécessaire].
Les adultes vivent principalement à l'intérieur des terres (jusqu'à 6 kilomètres de la mer environ). Seuls les jeunes spécimens séjournent près des récifs ou des lagons.

### Géographie

Répartition des lieux de peuplement des crabes de cocotier
Fond bleu : présence de crabes de cocotier
Point jaune : lieux de peuplement secondaires
Point rouge : lieux de peuplement principaux

Les crabes de cocotier vivent dans une vaste zone s'étendant sur l'océan Indien et sur l'océan Pacifique occidental, sur 180 degrés de longitude. Au total, ils ont été observés sur 34 territoires différents.
Les colonies les plus importantes sont celles de l'archipel des Chagos, de l'île Christmas et de l'atoll d'Aldabra aux Seychelles. De grandes populations existent également au Japon, aux Philippines, dans les îles Salomon, dans les îles Cook, à Niué et au Vanuatu ainsi que sur l’île Juan de Nova située dans le canal du Mozambique.[réf. nécessaire]
Puisque les adultes ne peuvent pas nager, les crabes de cocotier, doivent avoir colonisé les îles à l'état de larves, aptes à la nage. Toutefois, certains chercheurs estiment que le développement larvaire d'à peine 28 jours n'est pas suffisant pour franchir les grandes distances entre les îles, et supposent que les jeunes crabes ont rejoint les îles sur des arbres ou d'autres objets à la dérive[réf. nécessaire].
La répartition comporte quelques trous, notamment les alentours de Bornéo, en Indonésie, et en Nouvelle-Guinée. Ces îles, qui ont un environnement approprié et qui peuvent être rejointes facilement, n'ont pas de colonie de ce type de crabe parce que les populations y ont été exploitées jusqu'à l'extinction. Cependant, on les trouve sur l'île de Sulawesi et les îles Wakatobi dans la même région[réf. nécessaire].

## Classification et dénomination
Le crabe de cocotier est aussi appelé pagure larron, crabe à bourse, boursière ou crabe voleur, car cet animal est capable de « voler » des objets présentant des traces de nourriture et ceci même à l'intérieur des habitations.
L'espèce a été nommée Pagurus latro puis Birgus latro, du latin lătro qui dans son sens le plus commun signifie « brigand », « voleur ».
Localement, le crabe de cocotier a d'autres noms, comme à Guam en chamorro, où on l'appelle ayuyu.

## Menaces

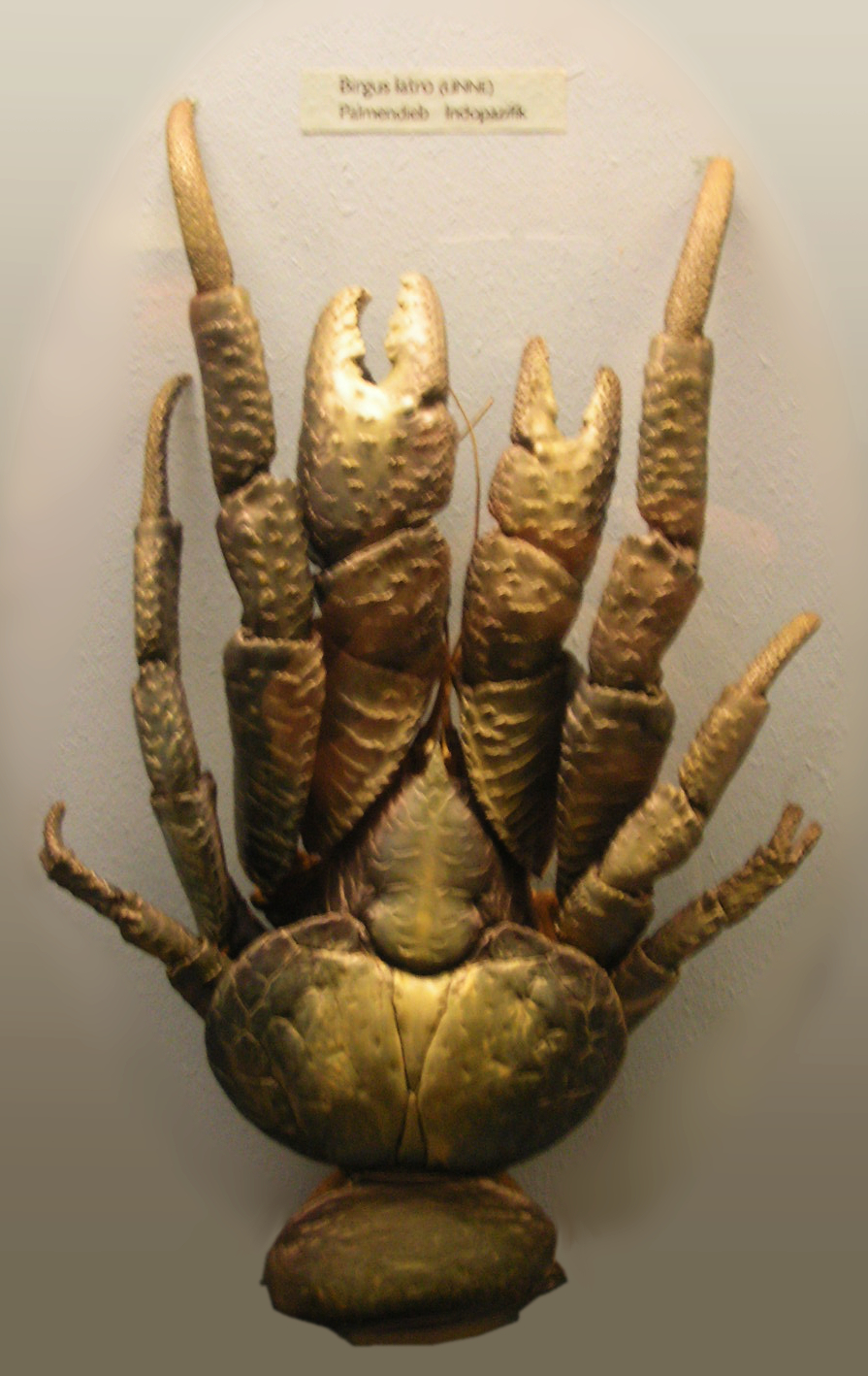
Un crabe de cocotier au Muséum d'histoire naturelle de Vienne.

Les jeunes crabes de cocotier sont vulnérables à plusieurs animaux introduits récemment dans les îles. Par exemple, la fourmi Anoplolepis gracilipes, accidentellement apportée d'Afrique sur l'île Christmas en 1915, est un grand prédateur du crabe de cocotier.
Les adultes à la vue médiocre et qui repèrent le danger par les vibrations du sol, sont des proies relativement aisées pour l'être humain qui est son principal prédateur, sinon le seul. Il peut être également indirectement victime d’intoxication après avoir mangé des cadavres de rats empoisonnés[réf. nécessaire].
Selon les critères de l'UICN, il n'y a pas assez de données pour dire si le crabe de cocotier est une espèce menacée. Par conséquent on lui attribue le statut DD (en anglais, data deficient, c'est-à-dire données insuffisantes), certains rapports le considérant comme en voie d'extinction, alors que d'autres signalent des populations nombreuses. En fait, il semble que la situation soit très diverse selon les endroits, de l'abondance à la rareté. Quoi qu'il en soit, les développements humains sur les côtes de plusieurs îles réduisent leur habitat, ce qui nuit généralement à la survie du crabe de cocotier.
Les vides dans l'aire de répartition du crabe de cocotier peuvent également être des facteurs d'isolement de certaines colonies et ainsi favoriser leur disparition par le défaut de renouvellement génétique.

## Protection

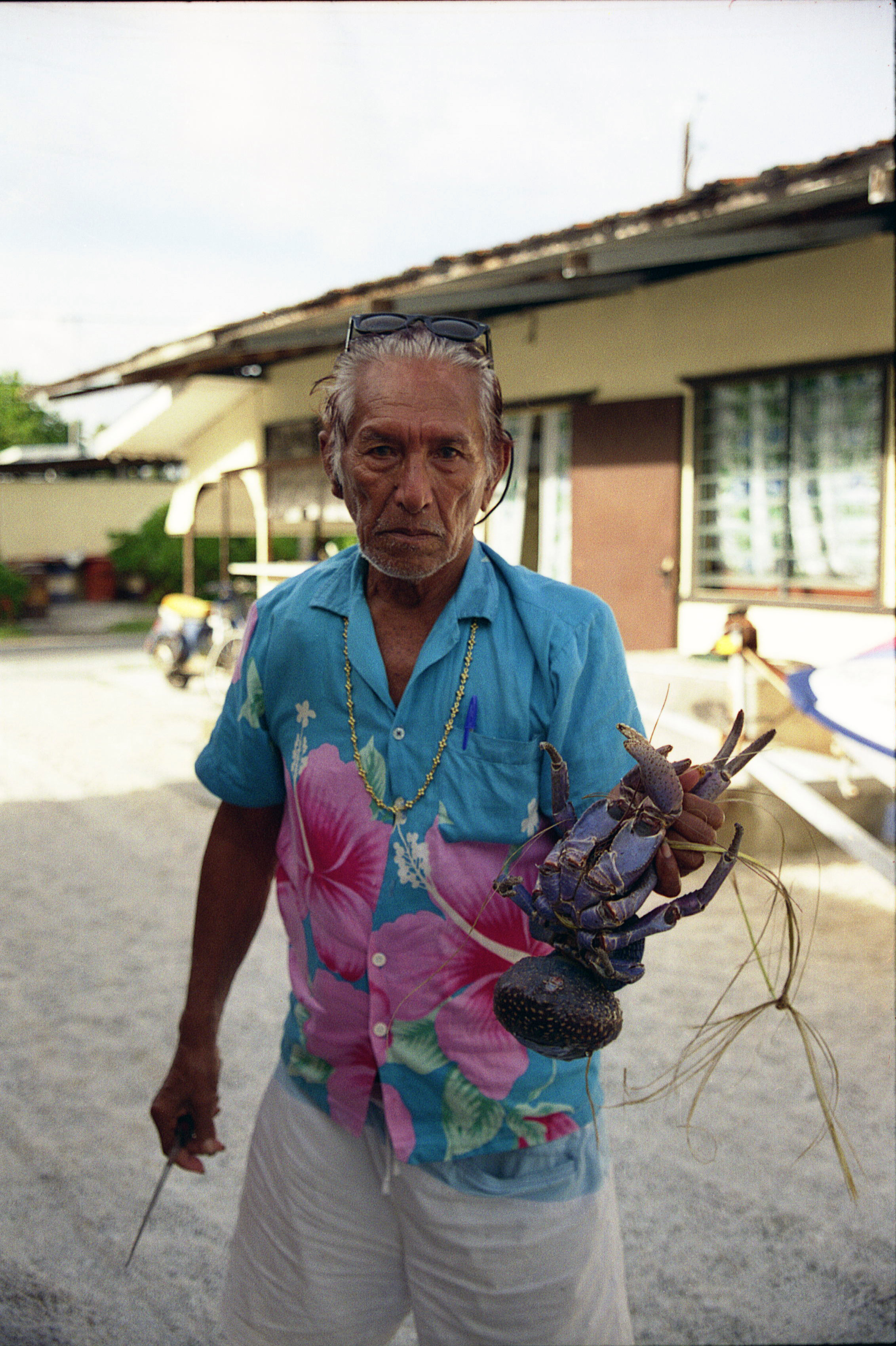
Crabe de cocotier capturé, île de Rangiroa

Le crabe de cocotier est protégé dans certaines réserves, notamment aux îles Cook. Dans l’archipel des Chagos et en Indonésie, leur chasse est totalement interdite. Des mesures moins restrictives ont été prises dans d'autres pays comme au Vanuatu par exemple. Celles-ci restreignent la chasse par des licences obligatoires, des saisons ou encore des limitations de taille ou de nombre de spécimens pris.

## Le crabe de cocotier et l'humain
Le crabe de cocotier est une ressource alimentaire importante dans de nombreuses îles de l'océan Indien et du Pacifique. Les parties préférées sont les pinces et les pattes, bien que les œufs et le gras de l'abdomen soient dans certaines cuisines considérés comme des morceaux de choix. Le crabe de cocotier peut être préparé comme le homard, bouilli à l'eau ou à la vapeur. Selon les îles, on trouve une grande gamme de recettes telles que le crabe de cocotier cuit dans le lait de coco. Bien que la chair du crabe ne soit pas intrinsèquement toxique, des cas d'intoxication ont été sporadiquement rapportés dans les îles Ryūkyū au Japon et dans les Tuamotu (en Polynésie française), mis sur le compte de la consommation par l'animal de certains végétaux. Des cas mortels ont été décrits en Nouvelle-Calédonie à partir de crabes de cocotier capturés sur l'île de Maré, reliés à la consommation par le crustacé de l'amande du faux manguier, Cerbera manghas. De la neriifoline, un  glycoside cardiotoxique proche des digitaliques et produit par certaines plantes de la famille des Apocynaceae a été formellement mise en cause. La chair de crabe de cocotier n'est pas un produit commercial et n'est pas habituellement vendue bien qu'elle soit considérée par certains comme un aphrodisiaque.